# Trophée Kopa
Le trophée Kopa est une récompense annuelle attribuée depuis 2018 à l'initiative du magazine France Football au meilleur espoir mondial de football âgé de moins de 21 ans, lors d'une cérémonie commune avec le Ballon d'or. Le jury est constitué des anciens vainqueurs du Ballon d'or. Le trophée porte le nom du défunt footballeur international français Raymond Kopa (1931-2017), Ballon d'or 1958.

## Critères
Le trophée Kopa est attribué en fonction de trois critères observés au cours de l'année civile : 
- performances individuelles et collectives (palmarès) ;
- classe du joueur (talent et fair-play) ;
- faculté à s'inscrire dans la durée.

## Jury
Le jury est constitué des vainqueurs encore en vie des Ballons d'or précédents. Pour le trophée Kopa 2024, 29 vainqueurs encore vivants pouvaient voter :
- quatre Brésiliens Ronaldo, Rivaldo, Ronaldinho et Kaká,
- quatre Français Michel Platini, Jean-Pierre Papin, Zinédine Zidane et Karim Benzema,

- trois Allemands Karl-Heinz Rummenigge, Lothar Matthäus et Matthias Sammer,
- trois Italiens Roberto Baggio, Gianni Rivera et Fabio Cannavaro,
- trois Ukrainiens Oleg Blokhine, Igor Belanov et Andriy Chevtchenko,
- deux Anglais Kevin Keegan et Michael Owen,
- deux Néerlandais Ruud Gullit et Marco van Basten
- deux Portugais Cristiano Ronaldo et Luís Figo,
- le Croate Luka Modrić, l'Argentin Lionel Messi, le Bulgare Hristo Stoitchkov, le Danois Allan Simonsen, le Libérien George Weah et le Tchèque Pavel Nedvěd.

Chaque juré désigne trois joueurs par ordre décroissant de mérite parmi dix joueurs nommés par France Football qui reçoivent 5, 3 et 1 points, le joueur totalisant le plus de points étant proclamé vainqueur.

## Trophée
Le trophée 2018 représente un arbre en bronze, fondu en France, de 2,6 kg composé des noms des différents vainqueurs du ballon d'or, le tronc avec les plus anciens et les branches pour les plus récents. Le joueur récompensé conserve le trophée.

## Palmarès

### Palmarès par année
| Année | Joueur                                                                                          | Sélection                                                                                       | Club                                                                                            | Poste                                                                                           |
| ----- | ----------------------------------------------------------------------------------------------- | ----------------------------------------------------------------------------------------------- | ----------------------------------------------------------------------------------------------- | ----------------------------------------------------------------------------------------------- |
| 2018  | Kylian Mbappé                                                                                   | France                                                                                          | Paris Saint-Germain                                                                             | Attaquant                                                                                       |
| 2019  | Matthijs de Ligt                                                                                | Pays-Bas                                                                                        | Ajax Amsterdam / Juventus FC                                                                    | Défenseur                                                                                       |
| 2020  | Non attribué (faute de conditions équitables suffisantes en raison de la pandémie de Covid-19), | Non attribué (faute de conditions équitables suffisantes en raison de la pandémie de Covid-19), | Non attribué (faute de conditions équitables suffisantes en raison de la pandémie de Covid-19), | Non attribué (faute de conditions équitables suffisantes en raison de la pandémie de Covid-19), |
| 2021  | Pedri                                                                                           | Espagne                                                                                         | FC Barcelone                                                                                    | Milieu de terrain                                                                               |
| 2022  | Gavi                                                                                            | Espagne                                                                                         | FC Barcelone                                                                                    | Milieu de terrain                                                                               |
| 2023  | Jude Bellingham                                                                                 | Angleterre                                                                                      | Borussia Dortmund / Real Madrid                                                                 | Milieu de terrain                                                                               |
| 2024  | Lamine Yamal                                                                                    | Espagne                                                                                         | FC Barcelone                                                                                    | Attaquant                                                                                       |

### Palmarès par joueur
| Rang              | Joueur            | Premier | Deuxième | Troisième | Podium |
| ----------------- | ----------------- | ------- | -------- | --------- | ------ |
| 1                 | Jude Bellingham   | 1       | 1        | 0         | 2      |
| 1                 | Pedri             | 1       | 0        | 1         | 2      |
| 1                 | Kylian Mbappé     | 1       | 0        | 0         | 1      |
| 1                 | Matthijs de Ligt  | 1       | 0        | 0         | 1      |
| 1                 | Gavi              | 1       | 0        | 0         | 1      |
| 1                 | Lamine Yamal      | 1       | 0        | 0         | 1      |
|                   | Jamal Musiala     | 0       | 1        | 2         | 3      |
|                   | Christian Pulisic | 0       | 1        | 0         | 1      |
| Jadon Sancho      | 0                 | 1       | 0        | 1         |        |
| Eduardo Camavinga | 0                 | 1       | 0        | 1         |        |
| Arda Güler        | 0                 | 1       | 0        | 1         |        |
|                   | Justin Kluivert   | 0       | 0        | 1         | 1      |
| João Felix        | 0                 | 0       | 1        | 1         |        |
| Kobbie Mainoo     | 0                 | 0       | 1        | 1         |        |

## Éditions

### 2018
| Rang | Joueur                 | Âge    | Club                   | Sélection nationale | Poste             | Points | %      |
| ---- | ---------------------- | ------ | ---------------------- | ------------------- | ----------------- | ------ | ------ |
| 1    | Kylian Mbappé          | 19 ans | Paris Saint-Germain    | France              | Attaquant         | 110    | 55,56% |
| 2    | Christian Pulisic      | 20 ans | Borussia Dortmund      | États-Unis          | Milieu de terrain | 31     | 15,66% |
| 3    | Justin Kluivert        | 19 ans | Ajax Amsterdam AS Rome | Pays-Bas            | Milieu de terrain | 18     | 9,09%  |
| 4    | Rodrygo                | 17 ans | Santos FC              | Brésil -20 ans      | Attaquant         | 12     | 6,06%  |
| 4    | Gianluigi Donnarumma   | 19 ans | AC Milan               | Italie              | Gardien de but    | 12     | 6,06%  |
| 6    | Trent Alexander-Arnold | 20 ans | Liverpool FC           | Angleterre          | Défenseur         | 6      | 3,03%  |
| 7    | Patrick Cutrone        | 20 ans | AC Milan               | Italie              | Attaquant         | 5      | 2,52%  |
| 8    | Houssem Aouar          | 20 ans | Olympique lyonnais     | France espoirs      | Milieu de terrain | 4      | 2,02%  |
| 9    | Ritsu Doan             | 20 ans | FC Groningue           | Japon               | Milieu de terrain | 0      | 0%     |
| 9    | Amadou Haidara         | 20 ans | Red Bull Salzbourg     | Mali                | Milieu de terrain | 0      | 0%     |

### 2019
| Rang | Joueur           | Club                                | Sélection nationale | Poste                       | Points | %       |
| ---- | ---------------- | ----------------------------------- | ------------------- | --------------------------- | ------ | ------- |
| 1    | Matthijs de Ligt | Ajax Amsterdam Juventus FC          | Pays-Bas            | Défenseur                   | 58     | 30,69 % |
| 2    | Jadon Sancho     | Borussia Dortmund                   | Angleterre          | Attaquant                   | 49     | 25,93 % |
| 3    | João Félix       | Benfica Lisbonne Atlético de Madrid | Portugal            | Milieu de terrain Attaquant | 41     | 21,69 % |
| 4    | Vinícius Júnior  | Real Madrid                         | Brésil              | Attaquant                   | 17     | 8,99 %  |
| 5    | Andriy Lunin     | Real Valladolid                     | Ukraine             | Gardien de but              | 9      | 4,76 %  |
| 6    | Mattéo Guendouzi | Arsenal FC                          | France espoirs      | Milieu de terrain           | 5      | 2,65 %  |
| 6    | Kai Havertz      | Bayer Leverkusen                    | Allemagne           | Milieu de terrain           | 5      | 2,65 %  |
| 8    | Moise Kean       | Juventus FC Everton FC              | Italie              | Attaquant                   | 3      | 1,59 %  |
| 9    | Samuel Chukwueze | Villarreal CF                       | Nigeria             | Attaquant                   | 1      | 0,53 %  |
| 9    | Lee Kang-in      | Valence CF                          | Corée du Sud        | Milieu de terrain Attaquant | 1      | 0,53 %  |

### 2020
Non attribué (faute de conditions équitables suffisantes en raison de la pandémie de Covid-19),.

### 2021
| Rang | Joueur           | Club                 | Sélection nationale | Points | %       |
| ---- | ---------------- | -------------------- | ------------------- | ------ | ------- |
| 1    | Pedri            | FC Barcelone         | Espagne             | 89     | 39,56 % |
| 2    | Jude Bellingham  | Borussia Dortmund    | Angleterre          | 39     | 17,33 % |
| 3    | Jamal Musiala    | Bayern Munich        | Allemagne           | 38     | 16,89 % |
| 4    | Nuno Mendes      | Sporting CP Paris SG | Portugal            | 23     | 10,22 % |
| 5    | Mason Greenwood  | Manchester United    | Angleterre          | 15     | 6,67 %  |
| 6    | Bukayo Saka      | Arsenal FC           | Angleterre          | 8      | 3,56 %  |
| 7    | Florian Wirtz    | Bayer Leverkusen     | Allemagne           | 8      | 3,56 %  |
| 8    | Ryan Gravenberch | Ajax Amsterdam       | Pays-Bas            | 3      | 1,33 %  |
| 9    | Giovanni Reyna   | Borussia Dortmund    | États-Unis          | 1      | 0,44 %  |
| 9    | Jérémy Doku      | Stade rennais        | Belgique            | 1      | 0,44 %  |

### 2022
| Rang | Joueur            | Club                                 | Sélection nationale | Poste                       | Points | %      |
| ---- | ----------------- | ------------------------------------ | ------------------- | --------------------------- | ------ | ------ |
| 1    | Gavi              | FC Barcelone                         | Espagne             | Milieu de terrain           | 59     | 28,5%  |
| 2    | Eduardo Camavinga | Real Madrid                          | France              | Milieu de terrain           | 51     | 24,64% |
| 3    | Jamal Musiala     | Bayern Munich                        | Allemagne           | Milieu de terrain           | 47     | 22,71% |
| 4    | Jude Bellingham   | Borussia Dortmund                    | Angleterre          | Milieu de terrain           | 31     | 14,98% |
| 5    | Nuno Mendes       | Sporting CP Paris Saint-Germain      | Portugal            | Défenseur                   | 9      | 4,35%  |
| 6    | Ryan Gravenberch  | Ajax Amsterdam Bayern Munich         | Pays-Bas            | Milieu de terrain           | 3      | 1,45%  |
| 6    | Joško Gvardiol    | RB Leipzig                           | Croatie             | Défenseur                   | 3      | 1,45%  |
| 8    | Bukayo Saka       | Arsenal FC                           | Angleterre          | Milieu de terrain           | 3      | 1,45%  |
| 9    | Karim Adeyemi     | Red Bull Salzbourg Borussia Dortmund | Allemagne           | Attaquant                   | 1      | 0,48%  |
| 10   | Florian Wirtz     | Bayer Leverkusen                     | Allemagne           | Milieu de terrain Attaquant | 0      | 0%     |

### 2023
| Rang | Joueur            | Club                               | Sélection nationale | Poste             | Points | % |
| ---- | ----------------- | ---------------------------------- | ------------------- | ----------------- | ------ | - |
| 1    | Jude Bellingham   | Borussia Dortmund Real Madrid      | Angleterre          | Milieu de terrain | 90     |   |
| 2    | Jamal Musiala     | Bayern Munich                      | Allemagne           | Milieu de terrain | 42     |   |
| 3    | Pedri             | FC Barcelone                       | Espagne             | Milieu de terrain | 33     |   |
| 4    | Eduardo Camavinga | Real Madrid                        | France              | Milieu de terrain | 29     |   |
| 5    | Gavi              | FC Barcelone                       | Espagne             | Milieu de terrain | 20     |   |
| 6    | Xavi Simons       | PSV Eindhoven RB Leipzig           | Pays-Bas            | Milieu de terrain | 4      |   |
| 7    | Alejandro Balde   | FC Barcelone                       | Espagne             | Défenseur         | 4      |   |
| 8    | Antonio Silva     | SL Benfica                         | Portugal            | Défenseur         | 3      |   |
| 9    | Rasmus Hojlund    | Atalanta Bergame Manchester United | Danemark            | Attaquant         | 0      |   |
| 9    | Elye Wahi         | Montpellier HSC RC Lens            | France              | Attaquant         | 0      |   |

### 2024
| Rang | Joueur             | Âge    | Club                      | Sélection nationale | Poste             | Points | %      |
| ---- | ------------------ | ------ | ------------------------- | ------------------- | ----------------- | ------ | ------ |
| 1    | Lamine Yamal       | 17 ans | FC Barcelone              | Espagne             | Attaquant         | 113    | 54.59% |
| 2    | Arda Güler         | 19 ans | Real Madrid               | Turquie             | Milieu de terrain | 26     | 12.56% |
| 3    | Kobbie Mainoo      | 19 ans | Manchester United         | Angleterre          | Milieu de terrain | 20     | 9.66%  |
| 4    | Savinho            | 20 ans | Gérone FC Manchester City | Brésil              | Attaquant         | 19     | 9.18%  |
| 5    | Pau Cubarsi        | 17 ans | FC Barcelone              | Espagne             | Défenseur         | 8      | 3.86%  |
| 6    | Alejandro Garnacho | 20 ans | Manchester United         | Argentine           | Attaquant         | 6      | 2.90%  |
| 6    | Joao Neves         | 19 ans | SL Benfica Paris SG       | Portugal            | Milieu de terrain | 6      | 2.90%  |
| 8    | Warren Zaïre-Emery | 18 ans | Paris SG                  | France              | Milieu de terrain | 3      | 1.45%  |
| 8    | Karim Konaté       | 20 ans | RB Salzbourg              | Côte d'Ivoire       | Attaquant         | 3      | 1.45%  |
| 8    | Mathys Tel         | 19 ans | Bayern Munich             | France espoirs      | Attaquant         | 3      | 1.45%  |